# (11144) Radiocommunicata
(11144) Radiocommunicata est un astéroïde de la ceinture principale.

## Description
(11144) Radiocommunicata est un astéroïde de la ceinture principale. Il fut découvert le 2 février 1997 à l'Observatoire Kleť par Jana Tichá et Miloš Tichý. Il présente une orbite caractérisée par un demi-grand axe de 2,92 UA, une excentricité de 0,07 et une inclinaison de 3,3° par rapport à l'écliptique.

## Compléments